# Hilara varipennis
Hilara varipennis är en tvåvingeart som först beskrevs av Charles Howard Curran 1930.  Hilara varipennis ingår i släktet Hilara och familjen dansflugor.
Artens utbredningsområde är New York. Inga underarter finns listade i Catalogue of Life.